# Ernest Starling
Ernest Henry Starling (17. dubna 1866, Londýn – 2. května 1927, Kingston Harbour, Jamajka) byl britský fyziolog.
Vystudoval v Londýně, pracoval také řadu let v Německu a Francii. Jeho nejvýznamnějším spolupracovníkem byl sir William Maddock Bayliss. Zabýval se výměnou tekutiny mezi cévou a tkání a v této souvislosti formuloval (1896) Starlingovu hypotézu o rovnováze. Spolu s Baylissem objevili střevní peristaltiku. V roce 1902 izoloval a pojmenoval sekretin. V roce 1905 opět spolu s Baylissem definoval hormon jako působek vytvářený v endokrinních žlázách, přenášený krví do vzdálených oblastí těla, kde i v malé koncentraci je schopen ovlivnit funkci daného orgánu či tkáně. Věnoval se také studiu řízení srdeční činnosti, formuloval Frankův-Starlingův srdeční zákon (1915, upraveno 1919). Studoval funkci ledvin. Významnou odbornou literární prací byly Principles of Human Physiology.
Jeho vnuk je spisovatel Boris Starling (1969) a vnučka Belinda Starling (1972-2006) je také spisovatelkou.